# São Jorge dos Órgãos
São Jorge dos Órgãos é uma vila do interior Sul da ilha de Santiago, em Cabo Verde. Pertence ao concelho de São Lourenço dos Órgãos. É também conhecida por ser um importante centro de pesquisa agrária, e por albergar o INIDA, um dos polos da Universidade de Cabo Verde.  Situada 4 km sud-oeste de Picos e uma elevação este 319 metros.
Aqui fica situado o único jardim botânico do país. Tem uma bela paisagem, quem vê se encanta, e ainda pode experimentar o famoso grogue de cana-de-açúcar feito em Longueira. Festeja todo o ano a festa do Nhu São Jorge onde pode-se assistir à missa e depois aproveitar a festa onde todo mundo é bem-vindo.
O escritor Tomé Varela da Silva foi naturais em vila em 1950.

## Patrimônio interessante
- Jardim Botânico Nacional Grandvaux Barbosa, o único jarbim botânico do pais, forma uma parte de Universidade de Cabo Verde.[3]